# Dimitris Manikas
Dimitris Manikas (* 1938 in Syros, Griechenland) ist ein griechisch-österreichischer Architekt.

## Leben und Wirken
Dimitris Manikas studierte von 1959 bis 1967 an der Technischen Universität Wien. Von 1967 bis 1976 war er Mitarbeiter bei Wilhelm Holzbauer. 1977 bis 2001 war er als Lehrbeauftragter bzw. Assistenzprofessor an der Universität für Angewandte Kunst in Wien tätig. Seit 1977 arbeitet er als freischaffender Architekt in Wien.
Die Architektur von Dimitris Manikas folgt dem Grundsatz, dass im Allereinfachsten, das Allerselbstverständlichste und auch das Allermöglichste liegt. Dieses archaische Gestaltungsprinzip hängt mit dem Geburtsland des Wahlwieners zusammen.

## Werke und Realisationen (Auswahl)
- 1984: Bürogebäude und Lagerhalle in Wien, Neubau
- 1988–89: Juweliergeschäft Gragl, Feldkirch Vorarlberg, Umbau
- 1988–90: Universität für Bodenkultur Wien, Institutsgebäude in Wien, Neubau
- 1993–95: Kindertagesheim „Schweizer Spende“, Auerwelsbachpark Wien, Revitalisierung und Neubau
- 1993–96: Kindertagesheim Schödlberggasse, Wien, Neubau
- 1996–2000: Wien Museum, Hofüberdachung und Mitteltraktaufstockung
- 1997: Esterházypark, Wien, Konzept
- 1998–2000: Bürogebäude Siemens AG, Salzburg
- 1999–2003: Neugestaltung Syntagma-Platz in Athen (gemeinsam mit D. Papadimitriou und L. Georgiadis)
- 1999–2003: Urania (Wien), Umbau und Erweiterung

## Ausstellungsgestaltungen (Auswahl)
- 1993: „Das andere Buch“, Wiener Rathaus
- 1994: „Joseph Roth“, Jüdisches Museum Wien
- 1996: „Oskar Kokoschka und Dresden“, Belvedere Wien
- 1997: „Max Liebermann“, Jüdisches Museum Wien
- 1998: „Metropole Wien“, Historisches Museum Wien
- 1998: „Karl Kraus“, Jüdisches Museum Wien
- 1999: „Chaim Soutine“, Jüdisches Museum Wien
- 2000: „Klimt und die Frauen“, Belvedere Wien
- 2001: „Paul Celan“, Jüdisches Museum Wien